# 灯光之外
《灯光之外》（英語：Beyond the Lights）是一部吉娜·普林斯-拜斯伍德编剧并执导的2014年美国浪漫剧情片。Gugu Mbatha-Raw, Minnie Driver, Nate Parker, 丹尼·葛洛佛和机关枪凯利主演。故事講述受眾人矚目的女歌手Noni Jean與偶然救了她的警察Kaz Nicol之間發展的愛情際遇，同時探討音樂界、成功、原生家庭等議題。
影片在2014年9月的多伦多影展上首映，美国于同年11月14日公映。。電影獲得正面為主的評價，評論家肯定導演、演員表現，但同時對偏向公式化的劇本提出批評。

## 剧情
Noni Jean是個才華洋溢的新人女歌手，在1988年的倫敦，她的母親Macy帶年輕的Noni前往美髮院做頭髮，作為出席才藝比賽的準備，盡管Noni因為詮釋妮娜·西蒙的歌曲獲得亞軍的殊榮，但是Macy非但沒有肯定Noni的表現，反而怒斥Noni不可以接受冠軍除外的事物，甚至強迫Noni摔壞她的獎盃。Noni在音樂界逐漸嶄露頭角，與時任男友Kid Culprit獲得告示牌音樂獎，雖然Noni在音樂界成為炙手可熱的新星，但是由于她承受不住成功带来的压力，想要從酒店陽臺墜樓结束自己的生命。此时一名年轻的警察Kaz Nicol救了她。為了對外粉飾Noni墜樓的原因，包含Macy在內的團隊人員在新聞發佈會上告訴媒體，她是出於意外墜樓，然而Kaz不樂意被迫對媒體撒謊。Kaz起先對Noni保持冷淡的互動，在向她致歉後，兩者的互動關係隨著每一次的聯繫逐漸親近，甚至陷入愛河，引起Macy的不滿。Noni私底下向Kaz分享自己著作的歌曲，Kaz則勉勵Noni在音樂界繼續發展，有鑒於兩人的情感發展，Noni決定向Kid提出分手。
儘管Noni的團隊試圖掩蓋這一點，但是攸關諾麗試圖尋短的傳言卻不徑而走，她的唱片公司告訴身兼Noni經紀人的Macy，她的唱片合同以即將到來的成功演出為條件。然而，在表演過程中，Noni遭到Kid性侵犯和羞辱，Kid聲稱諾麗試圖自盡，是因為他和她分手了。Kid試圖在舞臺上強行脫去Noni的衣服，但因為Kaz衝進現場毆打Kid、替Noni解危而罷手。事件過後，Noni失去了她的唱片合同，情緒處於低谷，在Kaz的帶領下，兩者前往墨西哥展開一段遠離公眾眼光的散心之旅，享受彼此的陪伴。以此為契機，Kid將她的髮型改成自然的模樣，她還在造訪當地的卡拉OK酒吧期間，再次唱起當初在才藝比賽演唱的歌曲，這段表演過程被錄成影片、上傳到互聯網並傳播開來，導致Macy和狗仔隊找到了她。Macy告訴諾麗，她的表演視頻獲得的成功，讓她的唱片公司重新考慮與她簽定合約，Noni同意回家。Kaz失落不已，告訴Noni，他不相信任何事情會與以前不同，此後兩者暫時未和彼此聯絡。
Noni有意在她即將發行的專輯哩，加入一首她寫的歌曲，但遭受Macy反對，這導致母女倆為她們的關係發生爭執，過程中Noni表明自己不滿Macy長期對她過度控制的行為和態度，而且Macy即使在她自殺未遂之後，仍然只專注於她的事業，對她的幸福和心理健康造成負面的影響。最終，Noni解除Macy的經紀人職位，結束雙方的事業關係。
與此同時，Kaz開始了一場政治運動，反思他的職業生涯是否應該優先於他的個人幸福。受到Kaz誠實的啟發，Noni在某次接受電視採訪的過程中，承認自己曾試圖走上絕路的心路歷程。Noni準備在倫敦展開首場現場演出，在上臺前不久突然遇到了搭乘飛機抵達當地、向她表達愛意的Kaz。故事的最後，Noni演唱了一首她寫給熱情觀眾的歌。她把Kaz帶到舞臺上，當著觀眾面前表達自己對他的感情，雙方擁抱在一起。

## 角色
- 古古·瑪芭塔-勞 - Noni Jean
- 蜜妮·卓芙 - Macy Jean
- 內特·帕克 - Kaz Nicol
- 丹尼·葛洛佛 - Captain David Nicol
- 机关枪凯利 - Kid Culprit
- Jordan Belfi - Steve Sams
- Hayley Marie Norman - Shai
- Tom Wright - Reverend Brown
- Jesse Woodrow - Carl

## 制作
2013年8月21日在洛杉矶开拍。

## 评价
烂番茄新鲜度85%，Metacritic媒体综评73分，获得普遍好评。電影在爛番茄於2023年2月整理出60部黑人電影的排行榜中位居第29名。